# Monasterio de las Clarisas (Cerreto Sannita)

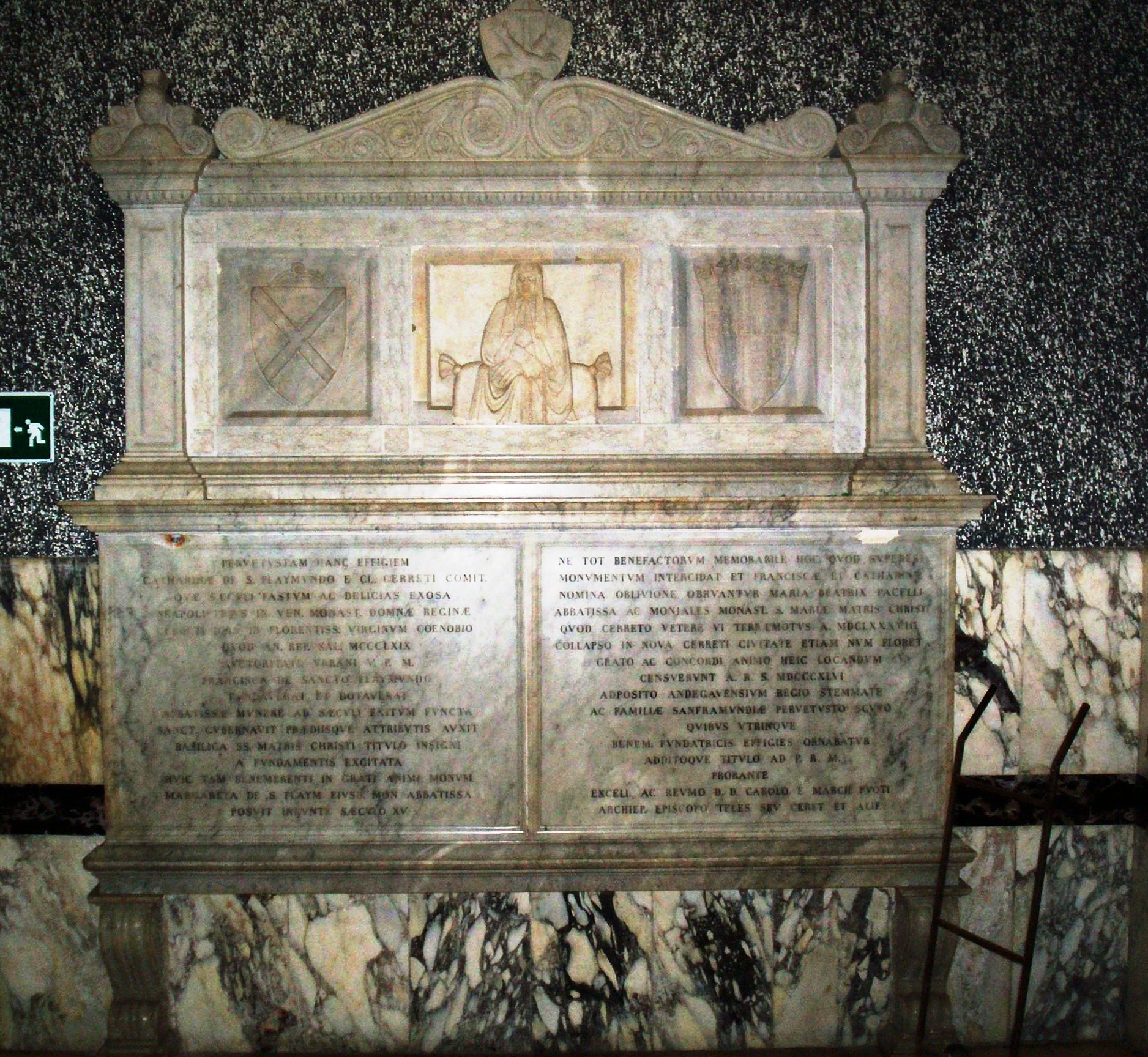
El monumento fúnebre a la primera abadesa, Caterina Sanframondi situado en el atrio del edificio

El ex monasterio de las Clarisas de Cerreto Sannita es un antiguo lugar de culto, fundado en 1369 por Francesca Sanframondi, pariente y dama de compañía de la reina Giovanna I de Nápoles y pariente también de Juan III Sanframondi, Conde de Cerreto Sannita. 
Reconstruido después el terremoto del 5 de junio de 1688, el monasterio albergó a la orden de las Clarisas Urbanistas, del XIV siglo al siglo XX, cuando se volvió la propietaria de las Hermanas de la Caridad de Nuestra Señora del Buen y Perpetuo Socorro que establecieron un internado, un colegio materno, un liceo lingüístico, una escuela y una institución magistral, titulando el complejo escolar al papa León XIII. La iglesia anexa al monasterio es un espléndido ejemplo de la arquitectura barroca. Intacta a través del transcurso de los siglos, conserva en el pronaos un pavimento en cerámica cerretese del siglo XVIII.
Los informes de los diversos procesos ocurridos durante los años de los obispos y las monjas, son conservados en el archivo de la Curia episcopal, que abastece numerosas informaciones acerca de la vida de las clarisas en el interior del monasterio y sus relación con el exterior.

## Historia

### La fundación
El monasterio de las Clarisas Urbanistas de Cerreto Sannita fue fundado por Francesca Sanframondi, viuda de Pietro de Cadenet, pariente y dama de compañía de la reina Giovanna I de Nápoles. Según Nicola Rotondi, Francesca era hija de Juan III, Conde de Cerreto Sannita, 1285 al 1319, mientras que Dante Marocco  dice que era hermana de Giovanni e hija de Leonardo Sanframondi.

El 3 de enero de 1369 fue dictada la letra apostólica de la fundación del monasterio, enviada al obispo en tiempos del monseñor Giacomo de Cerreto y que Rotondi traduce así:
Sin embargo, el monasterio se volvió plenamente funcional algunos meses después, dado que la fundadora Francesca Sanframondi redactó en su testamento el 10 de febrero de 1369, ante la presencia de la reina Giovanna I., que fuese sepultada temporalmente en la capilla de San Giovanni Evangelista en la iglesia de Sant'Antonio en Cerreto, mientras se acababa de construir de edificio.
Además, no es cierto que Sanframondi pasó los últimos años de suya vida en el monasterio. De hecho Rotondi dice al respecto que No aparece en algún monumento en edad avanzada y se vio forzada a estar segura, y lejos de las agitaciones de la Corte, en el tiempo de vida que le quedaba. Al morir, Francesca fue sepultada detrás del altar mayor de la iglesia de las Clarisas en un sepulcro, que portaba el emblema de los Sanframondo, constituido de una cruz de San Andrés en oro sobre un campo azul, y una estatua en piedra que la retrata, la cual era todavía visible durante el siglo XX, en un pilar del claustro actual.

## Note
1. ↑  Referencia vacía (ayuda)
2. ↑  Referencia vacía (ayuda)
3. ↑  Referencia vacía (ayuda)
4. ↑  Nicola Rotondi, Memorie storiche di Cerreto Sannita, manoscritto inedito conservato nell'Archivio Comunale, 1870.

- Datos: Q3860448
- Multimedia: Ex Monastero delle Clarisse (Cerreto Sannita) / Q3860448